# 太田俊夫
太田 俊夫（おおた としお、1913年7月29日 - 1993年8月21日）は、日本の作家。

## 人物・来歴
宮崎県生まれ。東京出身。東京京北実業高等学校卒。カメラメーカー・ワルツ社に勤務。
会社の倒産を機に作家業に専念。義兄・丹羽文雄の『文学者』に参加し、1972年「暗雲」「大陸商人」「古塔」「閃光」で直木賞候補。以後多くの企業小説を書いた。

## 著書
- 『不安の海』大成出版社, 1972
- 『暗雲』白馬出版, 1973
- 『倒産の怨念 負け犬はいつも悪者にされる』日本経済通信社, 1974
- 『幻の天堂兵団』講談社, 1974
- 『社長最期の日』日本経済通信社, 1974
- 『千分の一秒殺人事件』(カッパ・ノベルス) 光文社, 1974 「血の復讐 千分の一秒殺人事件」春陽文庫)、原題で光文社文庫
- 『社長悪人論 悪い奴ほど銭儲けがうまい』日本経済通信社, 1974
- 『倒産喰い』 (ベストセラー・ノベルズ) ベストセラーズ, 1974
- 『国税査察官』 (ベストセラー・ノベルズ) ベストセラーズ, 1975  「国税査察官Q」光文社文庫、双葉文庫
- 『海外駐在員』 (Wild book) ワールドフォトプレス, 1975
- 『二重条痕』 (カッパ・ノベルス) 光文社, 1975 「二重条痕 闇部に消えた暗殺者」(春陽文庫)
- 『脱税容疑』 (ベストセラー・ノベルズ ベストセラーズ, 1975　『脱税容疑社』(春陽文庫) 1984.5
- 『粉飾企業殺人事件』文芸春秋, 1976
- 『流星企業』 (カッパ・ノベルス) 光文社, 1976　のち徳間文庫
- 『闇からの閃光』(Big bird novels) ベストブック社, 1976
- 『国税査察官・使途不明金』青樹社, 1977.11 のち春陽文庫
- 『骨肉決算書』長編企業小説 光文社, 1977.12 のち徳間文庫
- 『特命社員』企業内幕小説 (Wild book) ワールドフォトプレス, 1977.3
- 『商社マン殺人事件』書下し長篇企業推理 (Tokuma novels) 徳間書店, 1977.4
- 『丼池のヒットラー』日本経済新聞社, 1977.5 のち春陽文庫
- 『不要家族』日本経済新聞社, 1977.6
- 『社長失脚』青樹社, 1978.10　のち徳間文庫
- 『脱税商社 国税査察官』青樹社, 1978.2
- 『体験的倒産論 負け犬はいつも悪者にされる』青樹社, 1978.3
- 『計画倒産 小説』ダイヤモンド社, 1978.5
- 『株主総会殺人事件』 (ノン・ノベル) 祥伝社, 1978.6 のち徳間文庫
- 『粉飾決算』 (グリーンアロー・ブックス) グリーンアロー出版社, 1978.7
- 『逃亡重役』企業小説 (プレジデントノベルス) プレジデント社, 1979.4 のち春陽文庫
- 『虚飾の城』青樹社, 1979.9 のち徳間文庫
- 『社長悪の論理 栄光はつねに大悪人の頭上に輝く』 (NKTビジネス) 日本経済通信社, 1980.4
- 『乱造医の戦慄 ドキュメント』大陸書房, 1982.5
- 『構造企業悪 企業の生存と悪の論理』大陸書房, 1982.6
- 『カメラ・ウォーズ』長編企業小説 サンケイ出版, 1983.6
- 『私も或る日、赤紙一枚で ある応召暗号兵の記録』光人社, 1984.8
- 『背徳の牙城』長篇企業サスペンス (Tokuma novels) 徳間書店, 1985.2
- 『暗号は女の匂い』長篇サスペンス (Tokuma novels) 徳間書店, 1987.3
- 『整理屋集団』長編企業小説 (Futaba novels) 双葉社, 1988.9　のち文庫
- 『脱税Gメン』長編サスペンス小説 (光文社文庫) 1989.9
- 『脱税マネー』国税査察官の強襲 長編サスペンス小説 (光文社文庫) 1990.9